# Мачказерово
 Мачказёрово  — село в составе Медаевского сельского поселения Чамзинского района Республики Мордовия.

## География
Находится на расстоянии примерно 15 километров по прямой на восток-северо-восток от районного центра поселка  Чамзинка.

## История
Известно с 1624 года деревня Мокшазарова. В 1863 году учтено как сельцо владельческое и удельное Ардатовского уезда Симбирской губернии из 130 дворов.

## Население
Постоянное население составляло 141 человек (русские 87%) в 2002 году, 118 в 2010 году .